# Feuerwehr in Moldau

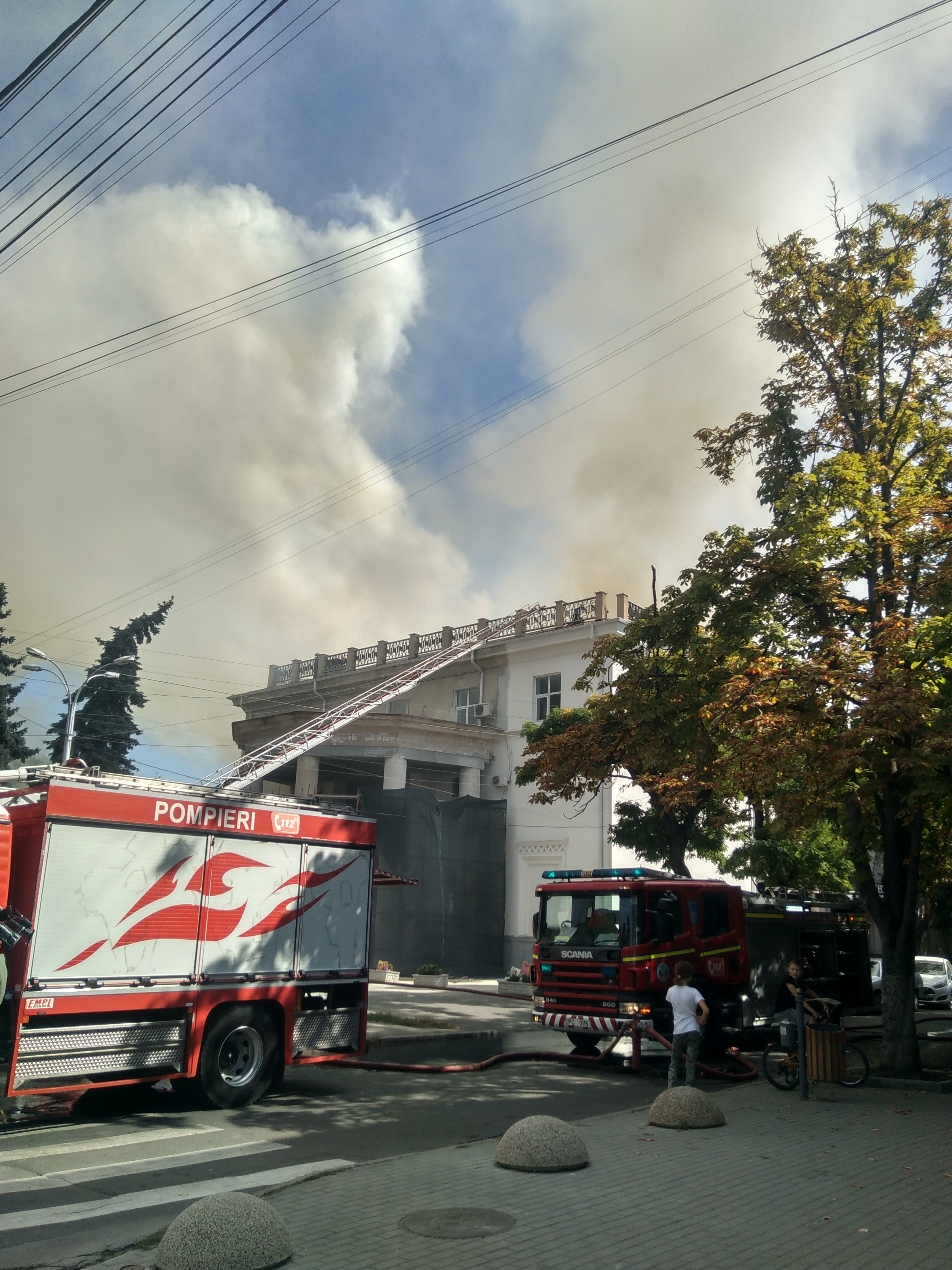
Feuerwehreinsatz in der Hauptstadt Chișinău 2020

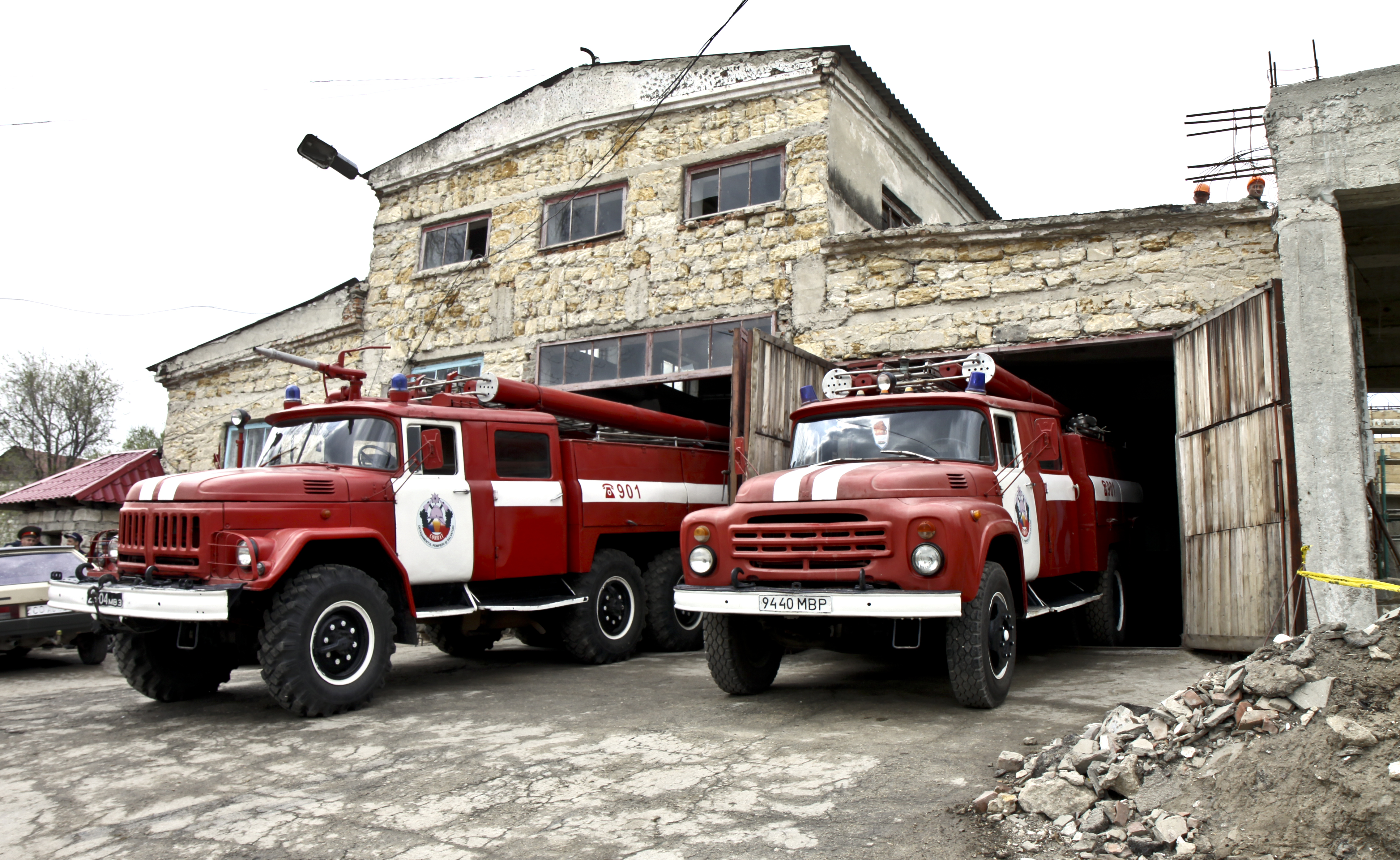
Feuerwache der Stadt Comrat 2010

Die Feuerwehr in Moldau besteht aus rund 1400 Berufsfeuerwehrleuten und 90 freiwilligen Feuerwehrleuten.

## Allgemeines
In Moldau bestehen 62 Feuerwachen und Feuerwehrhäuser, in denen 163 Löschfahrzeuge und 25 Drehleitern bzw. Teleskopmaste für Feuerwehreinsätze bereitstehen. Insgesamt sind 1381 Berufsfeuerwehrleute und 90 freiwillige Feuerwehrleute im Feuerwehrwesen tätig.

## Entwicklung des Brand-, Katastrophen- und Zivilschutzes
Die Ausrufung der Unabhängigkeit der Republik Moldau im August 1991 war eine Reformanstrengung der staatlichen Institutionen. Um die Tätigkeit der Zivilschutzstrukturen der Republik Moldau und in Übereinstimmung mit der Unabhängigkeitserklärung der Republik Moldau im Jahr 1991 zu regeln, erging das Präsidenten-Dekret Nr. 244 vom 24. Dezember 1991 „On Zivilschutz der Republik Moldau“. Außerdem wurde durch Beschluss der Regierung der Republik Moldau vom 14. Mai 1993 der Generalstab des Zivilschutzes in das Verteidigungsministerium versetzt. Später wurde durch die Richtlinie des Generalstabs der Streitkräfte der Republik Moldau Nr. 17/018 vom 1. September 1993 der Generalstab des Zivilschutzes in die Abteilung für Zivilschutz und außergewöhnliche Situationen umstrukturiert.
Die Regierung Moldaus verfügte mit Wirkung vom 2. Oktober 1996, dass die Abteilung für Zivilschutz und Notsituationen unter dem Verteidigungsministerium sowie die Feuerwehr- und Rettungsdirektion dem Innenministerium mit all ihren Abteilungsstrukturen unterstellt wurden. Durch das Gesetz der Republik Moldau Nr. 75-XV vom 18. April 2001 wurde der Name der Abteilung geändert; der nunmehr „Abteilung für Ausnahmesituationen“ heißt.
Der Katastrophenschutz der Republik Moldau ist ein System von Maßnahmen und Aktionen, die im ganzen Staat in Friedens- und Kriegszeiten ergriffen werden, um den Schutz der Bevölkerung, des Eigentums vor Natur- und Umweltkatastrophen, Schäden und sonstigen Katastrophen sowie Tierseuchen zu gewährleisten, sowie Brände zu bekämpfen. Er wird von der „Abteilung für Ausnahmesituationen“ verantwortet.

## Feuerwehrorganisation
Die nationale Feuerwehrorganisation im Innenministerium Inspectoratul General pentru Situaţii de Urgență repräsentiert die moldauischen Feuerwehren.